# Eduard Juljewitsch Petri

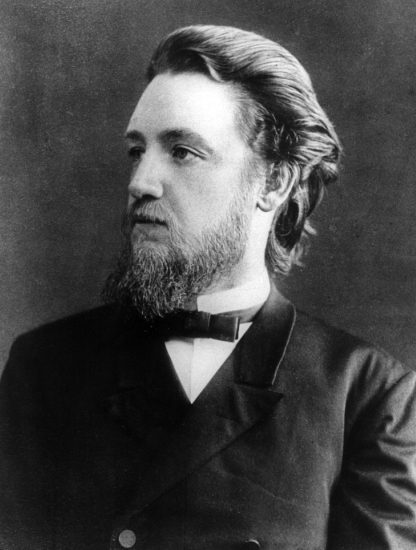
Eduard Petri (1854–1899)

Eduard Juljewitsch Petri (russisch Эдуард Юльевич Петри; * 13. Juli 1854 in Sigulda, Russisches Kaiserreich; † 10. Oktober 1899 in Sankt Petersburg) war ein russischer Geograph und Anthropologe.

## Werdegang
Petri entstammte einer deutschen Rigaer Familie, welche von dem schwedischen Reformator Olaus Petri aus dem 16. Jahrhundert abstammte, dessen Nachkommen deshalb nach Livland geflohen waren. Er wurde in Segewold im russischen Gouvernement Livland geboren. Nach dem Gymnasium in Sankt Petersburg, wo er 1875 abschloss, begann er ein Medizinstudium an der Kaiserlichen Medizinisch-Chirurgischen Akademie in Sankt Petersburg. Aufgrund der Beteiligung an nihilistischen Umtrieben wurde er aus der Akademie ausgeschlossen und nach dem Gouvernement Archangelsk verbannt. Seine Angehörigen erwirkten, da er dem rauen Klima des Nordens aufgrund seiner Gesundheit nicht gewachsen sei, dass er ins Ausland entlassen wurde. So setzte Petri sein Studium ab 1878 vorerst in Deutschland und dann in Bern fort, wo er 1880 mit dem Beitrag zur Lehre von den Hemmungsapparaten des Herzens bei Gabriel Gustav Valentin promoviert wurde. Im selben Jahr heiratete er Eugenie Grünberg. Der Ehe entstammten die beiden Söhne Bernhard (* 1884) und Georgi (* 1888); Bernhard wurde dem Weg des Vaters folgend Ethnograph und Anthropologe.
Eduard Petri bildete sich im Selbststudium in Geographie weiter. Laut P. von Stenin bekam er die Anregung zum geographischen Forschen von Alfred Kirchhoff. Im Frühjahr 1883 erhielt Petri die Lehrbefähigung für Geographie und Anthropologie an der Universität Bern. In seiner Dozentenzeit entwickelte er eine lebhafte Vortragstätigkeit bei der Geographischen Gesellschaft Bern, wobei mehrere Vorträge im Jahresbericht der Gesellschaft erschienen. Von 1884 bis 1887 gehörte Petri dem Vorstand der Geographischen Gesellschaft Bern an. 1886 wurde er auf den neu geschaffenen Lehrstuhl für das Fach Geographie an der Universität Bern als ausserordentlicher Professor berufen.
Im Jahre 1887 erfolgte die Berufung von Petri als Professor auf den neu begründeten Lehrstuhl für Geographie und Völkerkunde an der Kaiserlichen Universität Sankt Petersburg. Petri kehrte mit der Familie nach Russland zurück, wo er begnadigt worden war. Am 14. Mai 1888 wurde er als Professor der Geographie und Anthropologie an der Universität in Sankt Petersburg als auswärtiges Mitglied in die Fachsektion für Anthropologie, Ethnologie und Geographie der Deutschen Akademie der Naturforscher Leopoldina aufgenommen.
Petri machte sich um den geographischen Unterricht verdient und betrieb anthropologische und ethnologische Forschungen. Er bekleidete den Rang eines Staatsrats, war Mitglied zahlreicher geographischer Gesellschaften sowie Vizepräsident der Russischen Anthropologischen Gesellschaft und der Russischen Gesellschaft zur Wahrung der Volksgesundheit. Er besass den Sankt-Anna- und den Sankt-Stanislaus-Orden.
Eduard Petri starb am 10. Oktober 1899 in Sankt Petersburg nach längerer Krankheit an einer Lungenentzündung. Seine letzte Ruhestätte fand er auf dem lutherischen Friedhof in Sankt Petersburg.

## Kritik
Die Historikerin Marina Mogilner macht darauf aufmerksam, dass Petri Anthropologie an der Universität Bern lehrte und sich in deutschen, vor allem Berliner, akademischen Kreisen bewegte, wo sich im Gegensatz zu anderen lokalen Ablegern der Deutschen Gesellschaft für Anthropologie sich die 1869 gegründete Berliner Gesellschaft für Anthropologie auf die Anthropologie und Ethnographie nichteuropäischer Völker konzentrierte. Diese kolonial geprägte Berliner Anthropologie hätte Petri nach Russland gebracht. Nach der an russischen Quellen angelehnten Darstellung Mogilners betrachtete Petri Anthropologie als eine Disziplin, die sich ausschließlich mit „unkultivierten“ Völkern befasste, während „kultivierte“ Völker ihre eigene Geschichte erzählen konnten und daher von Historikern erforscht werden sollten. In seinen Vorlesungen habe er erklärt, dass die „Naturgeschichte der Menschheit“ aus Überresten wie „halbverrotteten Knochen“ Fakten extrahieren könne, die unter wissenschaftlicher Analyse lebendig würden und Einblicke in den Ursprung der Menschheit ermöglichten. Damit hätte Petri zentrale Narrative der europäischen Rassenwissenschaft reproduziert.

## Publikationen (Auswahl)
(siehe auch Nachruf von Eduard Petri und P. von Stenin).
- [Russischer Schulatlas, erstmals erschienen 1898], «Учебный географический атлас», изданный А. Ф. Марксом (1898, позже многократно переиздавался).
- [Kritik der Hilfsmittel für den geographischen Unterricht. St. Petersburg 1897], «Критический обзор иностранных пособий при преподавании и изучении географии» (СПб, 1897).
- [Somatische Anthropologie. Sankt Petersburg 1895-1897], «Соматическая антропология» (СПб, 1895–1897).
- [Methoden und Grundsätze der Geographie. Sankt Petersburg 1892], «Методы и принципы географии» (СПб, 1892).
- [Grundlagen der Anthropologie. Sankt Petersburg 1890], «Основы антропологии» (СПб, 1890).
- Verkehr und Handel in ihren Uranfängen. St. Gallen 1888.[9]
- Neueres über die Jakuten. In: Dr. A. Petermanns Mitteilungen aus Justus Perthes‘ Geographischer Anstalt. Bd. 33, 1887, S. 102–108.
- Unser Verhältnis zu den Völkern niederer Kultur. In: Globus. 1886, S. 279–283 und 298–302.
- Die Ursachen des Aussterbens der Völker niederer Kultur. In: Globus. Bd. 44, 1883.
- Beitrag zur Lehre von den Hemmungsapparaten des Herzens. Bern 1880 (Diss. med. Bern).

Übersetzungen vom Russischen ins Deutsche:
- Nikolaj Michajlovič Jadrinzev: Sibirien. Jena 1886. Nach dem Russischen bearbeitet und vervollständigt von Eduard Petri.
- Ivan L. Jaworskij: Reise der Russischen Gesandtschaft in Afghanistan und Buchara in den Jahren 1878–1879. Jena 1885. Aus dem Russischen übersetzt von Eduard Petri.

Übersetzungen vom Deutschen ins Russische:
- Oscar Peschel: Völkerkunde. Übersetzt unter der Redaktion von Prof. E. Ju. Petri auf Grundlage der 6., durch Kirchhoff ergänzten Ausgabe. Die Ausgabe erschien in 4 Teilen. (Pešel’, Oskar. Narodovedenie. Perevod pod. red. prof. Ė. Ju. Petri s 6 izd. , dop. Kirchgofom. [Peschel-Kirchhoff-Völkerkunde]. Sankt-Peterburg: A. S. Suvorin, 1890. [4], 580, V-XV S., 1 l. tabl., 24.)

- Dr. Wilhelm Junkers Reisen in Afrika[10] (Ėduard Jul'evič Petri: Putešestvija V.V. Junkera po Afrikě. Sankt Petersburg 1893).